# Università del Montenegro
L'Università del Montenegro (in serbo: Univerzitet Crne Gore/Универзитет Црнe Горe) è un'università pubblica del Montenegro.
La sua amministrazione centrale e la maggior parte delle sue facoltà costituenti si trovano nella capitale del Paese Podgorica, con campus a Nikšić, Cettigne e Cattaro. L'istituzione è stata fondata nel 1974 e attualmente conta 19 facoltà.

## Storia
L'Università del Montenegro venne fondata il 29 aprile 1974 a Titograd (attuale Podgorica), nell'allora Repubblica Socialista di Montenegro. In quell'anno, le seguenti organizzazioni firmarono l'Accordo di associazione all'Università di Titograd:
• Tre facoltà: Facoltà di Economia, Facoltà di Ingegneria e Facoltà di Giurisprudenza (Podgorica);
• Due college: il College d'insegnamento (Nikšić) e il College di studi marittimi (Cattaro);
• Tre istituti scientifici indipendenti: per la Storia, per l'Agricoltura e per la Ricerca Biologica e Medica (Podgorica).
Un anno dopo la sua fondazione, l'istituzione cambiò il suo nome in Università Veljko Vlahović in onore dell'attivista comunista e partecipante alla seconda guerra mondiale montenegrino, deceduto quell'anno. Gli anni '70 furono un decennio di crescita esponenziale del numero di istituti universitari in Jugoslavia, quando, accanto a quella di Podgorica, le università di Osijek, Rijeka, Spalato, Banja Luka, Mostar, Maribor, Bitola, Kragujevac e Tuzla aprirono le loro sedi. Nel 1992 l'università prese il suo nome attuale: Università del Montenegro.